# آلن (فرانسه)
الاین (به فرانسوی: Allain) یک کامین در فرانسه است که در Canton of Colombey-les-Belles واقع شده‌است.

## خصوصیات
الاین ۱۶٫۴۸ کیلومترمربع مساحت و ۴۷۹ نفر جمعیت دارد و ۳۰۵ متر بالاتر از سطح دریا واقع شده‌است.